# Amor Doloroso
Albums de Jacques Higelin
Higelin enchante Trenet
(2005) En plein Bataclan
(2007)
Amor Doloroso est le quatorzième album studio de Jacques Higelin, sorti le 20 novembre 2006, huit ans après Paradis païen. Bien accueilli par la critique, le chanteur renoue avec un certain succès auprès du public (140 000 exemplaires vendus).

## Chansons
Toutes les chansons sont écrites et composées par Jacques Higelin.
| No  | Titre                      | Durée |
| --- | -------------------------- | ----- |
| 1.  | Queue de paon              | 5:19  |
| 2.  | Prise de bec               | 4:03  |
| 3.  | Ice dream                  | 3:35  |
| 4.  | L'hiver au lit à Liverpool | 2:14  |
| 5.  | Se revoir et s'émouvoir    | 2:43  |
| 6.  | Halloween                  | 4:39  |
| 7.  | Crocodaïl                  | 4:39  |
| 8.  | Ici, c'est l'enfer         | 4:15  |
| 9.  | Amor Doloroso              | 4:31  |
| 10. | J't'aime telle             | 4:01  |
| 11. | J'aime                     | 3:13  |

## Musiciens
- Sarah Murcia : contrebasse, benjing, basse, claviers
- Dominique Mahut : percussions, batterie, grelots, sonnailles indiennes, bérimbau, tambourins et shakers, sanza et congas, cymbales, grosse caisse d'orchestre
- Rodolphe Burger : guitare électrique, banjo, claviers, samples et chœurs
- Freddy Koëlla : guitares électriques et acoustiques, banjo, violon
- Olivier Daviaud : piano, violoncelle, voix, stylophone, Fender Rhodes
- Gérard Tempia : violon
- Frédéric Deville : violoncelle
- Arnaud Dieterlen : batterie, mandoline
- Mehdi Haddab : oud électrique
- Jacques Higelin : guitare, piano, Fender Rhodes
- Olivier Daviaud : arrangements, arrangements des cordes, en amicale complicité avec Gérard Tempia et Frédéric Deville
- Arrangement des cordes sur "J'aime" : Marie-Jeanne Serrero
- Écrit et composé par Jacques Higelin
- Réalisé par Rodolphe Burger
- Direction artistique : Dominique Mahut
- Équipes de prise de son : Studio Klein Leberau (Sainte-Marie-aux-Mines, Haut-Rhin), studio LABO M2 (Paris), studio Le Garage (Paris)

## Classements
| Chart    | Meilleur classement | Nombre de semaines dans le Top 50 | Certification |
| -------- | ------------------- | --------------------------------- | ------------- |
| France   | 7                   | 46                                |               |
| Belgique | 83                  | 8                                 |               |
| Suisse   | 97                  | 1                                 |               |